# Indocalamus tessellatus
Indocalamus tessellatus är en gräsart som först beskrevs av William Munro, och fick sitt nu gällande namn av Keng f. Indocalamus tessellatus ingår i släktet Indocalamus och familjen gräs. Inga underarter finns listade i Catalogue of Life.